# Aphrodinae
Los afrodinos (Aphrodinae) son una subfamilia de hemípteros auquenorrincos de la familia Cicadellidae.

## Tribus
- Aphrodini Haupt, 1927
- Euacanthellini Evans, 1966
- Sagmatiini  Hamilton, 1999
- Xestocephalini Baker, 1915

Géneros sin asignar
- Anoscopus Kirschbaum, 1858
- Planaphrodes Hamilton, 1975
- Stroggylocephalus Flor, 1861